# Caecum oahuense
Caecum oahuense is een slakkensoort uit de familie van de Caecidae. De wetenschappelijke naam van de soort is voor het eerst geldig gepubliceerd in 1921 door Pilsbry.